# Fondo della Guadalupa
Il Fondo della Guadalupa (in inglese: Guadeloupe Fund, in svedese: Guadeloupefonden) venne istituito dallo 'Riksdag degli Stati' nel 1815, a beneficio di Jean-Baptiste Jules Bernadotte, allora principe ereditario di Svezia e futuro sovrano di quel Paese, con il titolo di Carlo XIV.

## Bernadotte diviene principe ereditario svedese

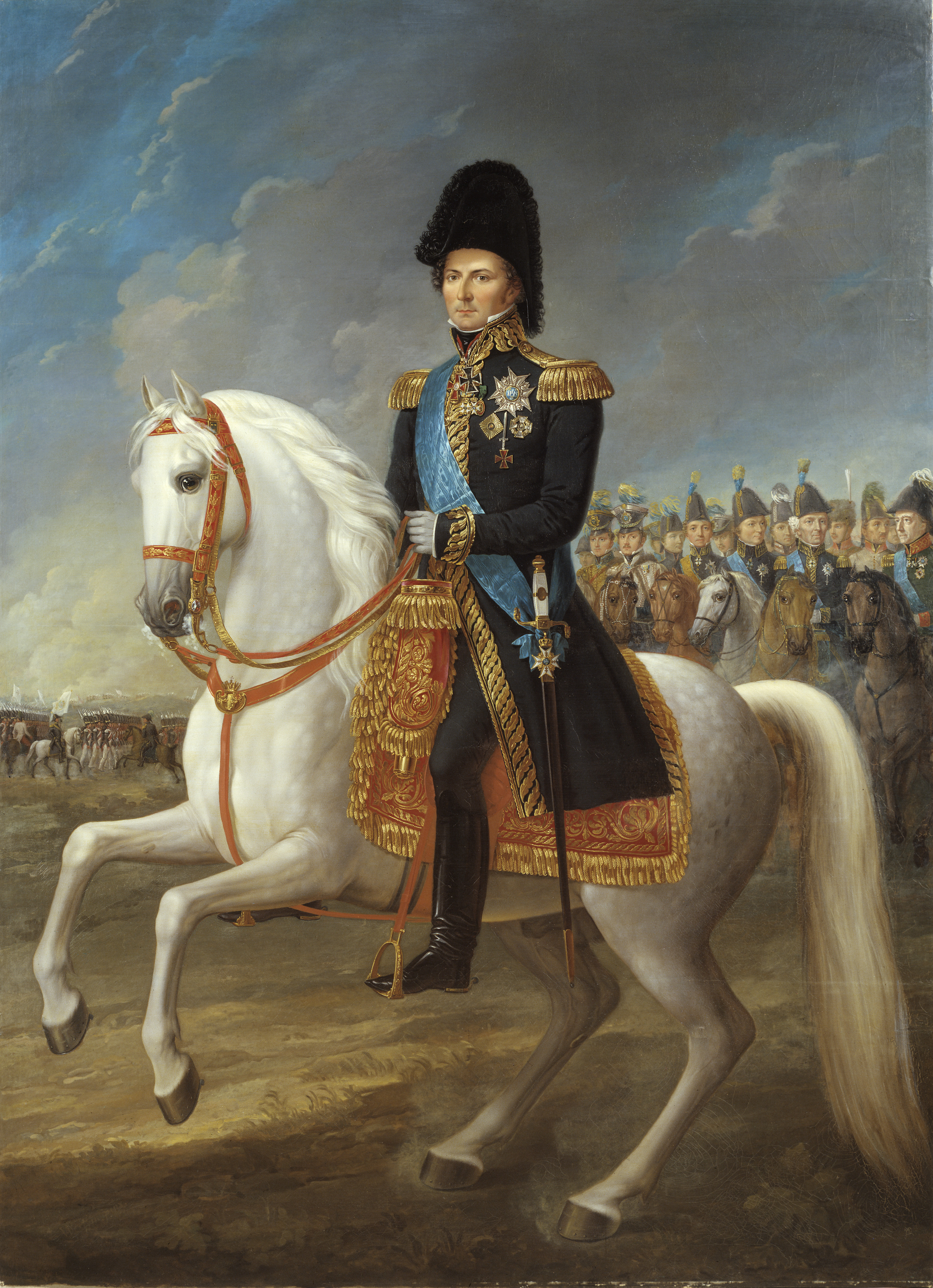
Ritratto del maresciallo Bernadotte, ritratto già sovrano svedese

Il 21 agosto 1810 Bernadotte, già ministro della guerra sotto il Direttorio, poi maresciallo del Primo Impero di Napoleone il Grande, venne eletto, dagli stati generali di Örebro, principe ereditario di Svezia. Sin dal 1811, e benché ancora regnasse sul trono di Stoccolma Carlo XIII, che aveva adottato il maresciallo, agì da effettivo reggente.
Quasi subito assunse un atteggiamento sostanzialmente ostile al Primo Impero: nel 1812 ritiró la propria adesione al blocco continentale, poi protestò per uno sconfinamento francese in territori del Regno. 
Tale atteggiamento lo pose in una difficilissima posizione, quanto ai beni lasciati nei territori controllati dal nuovo nemico in Francia ed in Italia (ad esempio, il principato di Pontecorvo).

## La sconfitta di Napoleone

### La Russia e Lipsia
Il 24 giugno 1812 Napoleone entrò in Russia varcando il Njemen con 500.000 uomini, per rientrare il 10 dicembre con poco più di 37.000 uomini.  La sconfitta spinse al passaggio di campo i vecchi alleati: la Prussia il 28 febbraio 1813, l'Austria il 20 agosto, si unirono all'alleanza aperta con la Russia e la Gran Bretagna.

### La Gran Bretagna decide di compensare la Svezia con la Guadalupa
In tale contesto, la Gran Bretagna, assai interessata al sostegno svedese, pensò di allettare Bernadotte tramite l'offerta personale, probabilmente recata dal Pozzo di Borgo, di una delle molte isole delle Indie Occidentali. Venne scelta la Guadalupa, in quanto prossima alla piccola isola di Saint-Barthélemy, già colonia svedese dal 1784, quando era stata ceduta dalla Francia. L'isola, formalmente una colonia francese, era, sin dal 4 febbraio 1810, sotto occupazione della Gran Bretagna, la quale ritenne di poterne disporre comunque, in vista di una prossima vittoria.
Il 3 marzo 1813 l'isola venne ceduta dalla Gran Bretagna a Sua maestà il re di Svezia ed al suo successore al trono di Svezia.
Bernadotte accettò l'alleanza e, nel luglio 1813, aderì alla sesta coalizione, più veloce del Metternich. Sbarcato a Stralsund con 30.000 soldati e posto a capo dell'"Armata del nord", sconfisse Oudinot a Großbeeren e Ney a Dennewitz, il 23 agosto ed il 6 settembre. Ebbe quindi una parte nella grande battaglia di Lipsia del 16-19 ottobre.

### Bernadotte ottiene la Norvegia
Napoleone si ritirò ordinatamente oltre il Reno, riorganizzando l'esercito. Si prospettava, quindi, una lunga campagna e Bernadotte pensò di trovare da solo la propria compensazione. Disponeva di una ghiotta occasione: la Danimarca, uno degli ultimi alleati di Napoleone, che non era più in grado di difenderla. 
Bernadotte si concentrò, quindi, sul facile obiettivo: occupò Lubecca e poi l'Holstein, costringendo Federico VI di Danimarca a sottoscrivere, il 14 gennaio 1814, la pace di Kiel, con la quale cedeva alla Svezia la Norvegia.

### Il Trattato di Parigi: la mancata cessione della Guadalupa
Nel frattempo, l'Europa assistette alla crisi finale dell'Impero francese che, al contrario delle generali aspettative, fu relativamente rapida. Schwarzenberg e Blücher effettuarono una inattesa traversata del Reno e, dopo una ultima serie di scontri, il 31 marzo 1814 occuparono Parigi, costringendo il 6 aprile Napoleone all'abdicazione, alla successiva stipula del Trattato di Fontainebleau l'11 aprile ed alla partenza per l'Isola d'Elba.
Il successivo 30 maggio venne firmato il Trattato di Parigi, che disponeva il quadro generale che sarebbe stato poi perfezionato dal Congresso di Vienna. Quanto alle colonie francesi, venne disposto il ritorno al restaurato Regno di Francia di Luigi XVIII della Guadalupa, della Martinica, dell'Isola della Riunione e della colonia del Senegal. 
Londra trattenne però Mauritius e le più piccole Tobago e Saint Lucia.

## Il Fondo della Guadalupa

### Compensazione per la mancata cessione della Guadalupa
Restava comunque alla Gran Bretagna da disimpegnarsi dalla formale promessa di cessione, anche perché gli emissari svedesi avevano preso in considerazione l'ipotesi di scambiare la Guadalupa con un'altra isola fra le molte colonie olandesi che Londra ancora occupava.
Il metodo prescelto fu quello della compensazione monetaria: il 13 agosto 1814, la grande potenza si assunse l'onere di compensare Bernadotte del mancato guadagno territoriale, con svariati milioni di sterline (all'epoca 24 milioni di franchi). Tale donazione venne inclusa all'interno del Trattato anglo-olandese, concluso a Londra fra Gran Bretagna e Province Unite. Esso era inteso a regolare la restituzione delle antiche colonie olandesi, occupate dalla Royal Navy al pari di quelle francesi. In tale contesto gli emissari dell'appena reinsediato statolder Guglielmo d’Orange-Nassau sentirono la necessità di chiudere definitivamente la porta ad ogni pretesa territoriale svedese.

### La rendita perpetua
Bernadotte utilizzò metà della somma per ripagare debiti dello Stato ed il resto per progetti di pubblica utilità. In riconoscimento di tale donazione, nel 1815 il 'Riksdag degli Stati' votò la concessione di una rendita annua di 300.000 riksdaler, pagati in perpetuità, a beneficio del principe ereditario e dei suoi eredi.
A metà del XX secolo la rendita divenne, di nuovo, oggetto del dibattito politico, finché intervenne un accordo fra la Casa dei Bernadotte e la casa reale, cosicché nessun pagamento seguì quello effettuato nel 1983.